# Valvola di controllo
Una valvola di controllo (in inglese control valve) è una valvola che può essere impiegata in condizioni stazionarie con posizioni dell'otturatore intermedie fra apertura completa e chiusura completa, permettendo di raggiungere valori intermedi della portata e conseguentemente della perdita di carico nella valvola, allo scopo di controllare lo stesso o un altro parametro. Costituisce quindi un "dispositivo analogico", esattamente come la valvola di intercettazione potendo essere per definizione in condizioni operative stazionarie solo completamente aperta o completamente chiusa è di fatto un "dispositivo digitale" (on/off, ovvero 0/1).
Non tutti i tipi di valvola possono essere efficacemente impiegati come valvola di controllo, per esempio una valvola a globo con otturatore lineare è solitamente "la" valvola di controllo per antonomasia, anche la valvola a farfalla ha buone caratteristiche di regolazione, mentre una valvola a saracinesca non può di norma costituire una valvola di controllo per via dell'alta turbolenza  del flusso quando l'otturatore è in posizione intermedia che genera rapida erosione degli organi di tenuta, oltre a rumorose e sgradite vibrazioni nella condotta vicino alla posizione di chiusura completa.
La valvola di controllo è uno dei tre componenti fondamentali dell'anello di controllo automatico di un impianto idraulico. Gli altri componenti necessari sono un misuratore/trasmettitore del valore istantaneo del parametro da regolare, ed uno strumento controllore (o regolatore).
I tre componenti formano un anello chiuso. Il trasmettitore invia il proprio segnale al controllore, il quale a sua volta comanda la valvola di regolazione. Il circuito si chiude attraverso il processo in quanto l'intervento della valvola agisce direttamente o indirettamente sul valore della variabile misurata.

## Esempio pratico
Supponiamo di avere un serbatoio contenente acqua del quale si vuole mantenere costante il livello. Il serbatoio è alimentato con una tubazione. Dal serbatoio viene prelevata l'acqua con una portata variabile nel tempo in modo indipendente.

Per mantenere costante il livello è indispensabile che la portata in ingresso sia uguale istante per istante a quella prelevata.

Ciò si realizza facilmente installando un loop di regolazione formato da un trasmettitore di livello serbatoio, uno strumento regolatore, ed una valvola di regolazione sulla tubazione che alimenta il serbatoio.

Al variare della portata prelevata ci sarà una corrispondente variazione di livello del quale si accorge il trasmettitore.
Lo strumento regolatore, tramite i propri componenti dedicati, varierà il segnale alla valvola di regolazione. La nuova portata in ingresso diventerà uguale a quella prelevata.

Il valore reale raggiunto dal livello dipende dalle azioni impostate nel regolatore.

## Geometria di una valvola di controllo

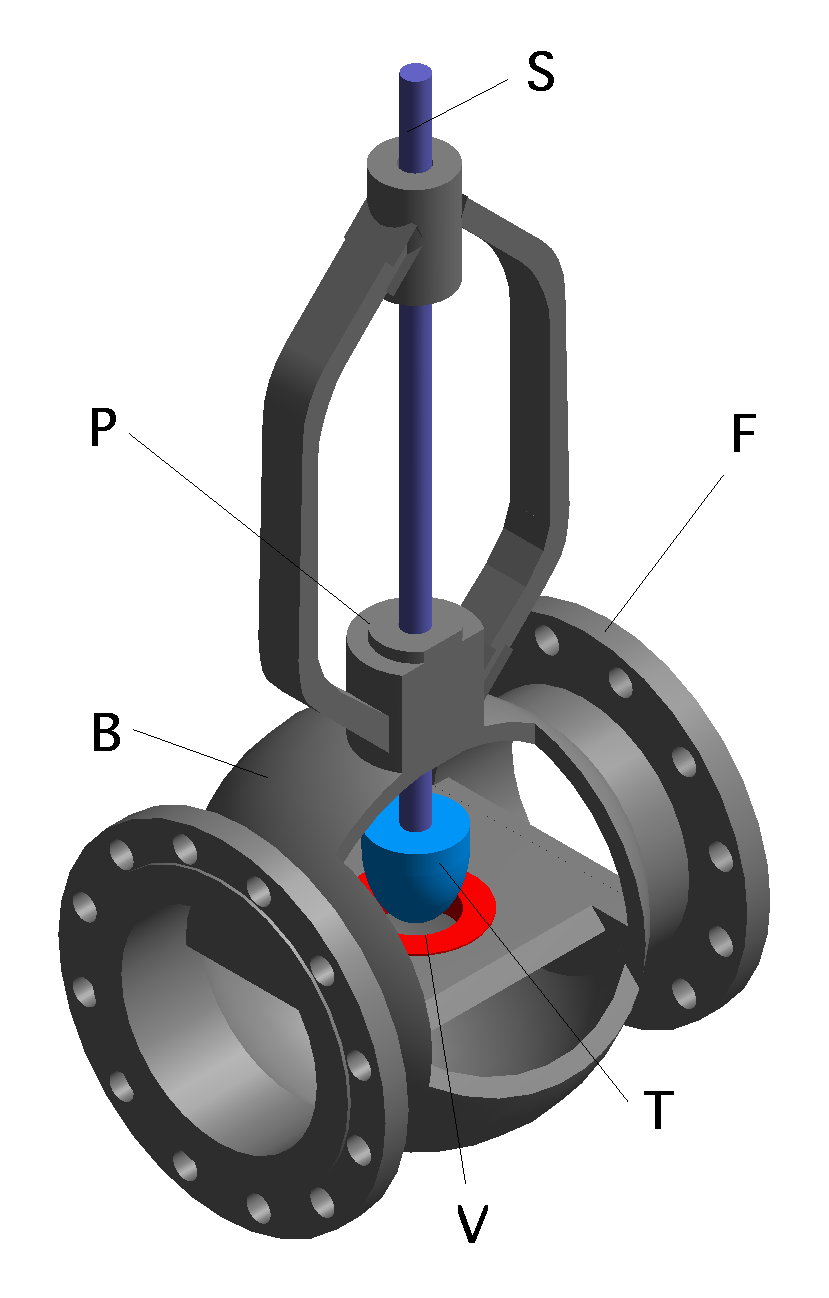
Una valvola di controllo, aperta per mostrare i componenti

La valvola di controllo può essere realizzata in una grande varietà di forme costruttive e funzionali. In generale comunque esiste sempre un corpo inserito sulla tubazione di processo. Gli attacchi sono in generale flangiati.

All'interno del corpo, l'area di passaggio del fluido di processo viene regolata in modo continuo attraverso lo spostamento di un otturatore rispetto ad una sede. Quando l'otturatore appoggia sulla sede la valvola è completamente chiusa, quando invece si trova alla sua massima distanza, la valvola è tutta aperta.

Si veda la figura, in cui sono visibili i vari componenti.
- corpo valvola B: costituisce la struttura portante della valvola.
- premistoppa P: isola il processo dall'ambiente tramite opportune tenute.
- stelo S: costituisce l'equipaggio mobile, il cui movimento regola la distanza tra l'otturatore e la sede
- otturatore T
- sede V
- attuatore (non mostrato, all'estremità superiore dello stelo).

Nella figura è mostrata una valvola del tipo a globo, probabilmente la più usata per il controllo.

## Attuatore

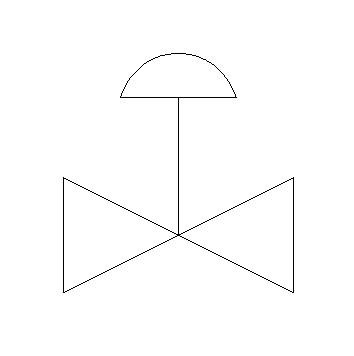
Simbolo di valvola con attuatore pneumatico

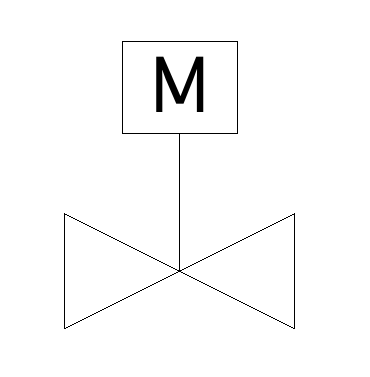
Simbolo di valvola con attuatore elettrico

L'attuatore è il dispositivo che genera lo spostamento, consentendo la variazione della grandezza fisica desiderata.

L'attuatore può essere di tipo elettrico, in pratica un motore elettrico, solitamente in bassa tensione, reversibile, che attraverso leverismi o vite senza fine genera il movimento relativo desiderato.

Nella maggioranza dei casi l'attuatore è di tipo pneumatico, ed è costituito da un piatto con membrana di gomma che riceve nella parte superiore la pressione di comando. La forza generata da tale pressione viene contrastata da una molla sottostante che dà il rapporto di proporzionalità tra la stessa pressione e la corsa della membrana.

Lo stelo è vincolato meccanicamente alla membrana. Si realizza quindi in modo sicuro e semplice il posizionamento relativo otturatore-sede tramite il segnale di comando.

Un altro tipo di attuatore è formato da un pistone a semplice o a doppio effetto. Ha una corsa decisamente maggiore del tipo a membrana, e viene usato per azionare valvole con otturatore a maschio, a farfalla, o di tipo eccentrico.

In questi casi è accoppiato con leverismi all'otturatore in modo da provocare una rotazione di 90º (corsa totale tra apertura e chiusura).

Per gli attuatori pneumatici, il segnale di comando non è generalmente inviato direttamente al servomotore della valvola, ma ad un dispositivo ausiliario chiamato posizionatore, installato sulla stessa.
Il posizionatore riceve il segnale di comando che può essere:
- Pneumatico: legge un segnale da 3 a 15 psi
- Elettropneumatico: legge un segnale 4-20 mA
- Digitale: legge un segnale digitale (Profibus o Fieldbus)

e invia sulla membrana della valvola (o sul pistone) aria amplificata in volume. Il posizionatore legge la posizione istantanea dello stelo e ne corregge eventualmente la posizione variando la pressione di comando.

Nel caso di pistoni a doppio effetto, anche i posizionatori sono a doppio effetto, hanno cioè due collegamenti pneumatici con le due camere del pistone.

Il posizionatore ha una sua taratura. Nella maggior parte dei casi si ha la stessa variazione percentuale tra segnale di comando e corsa dello stelo.

A volte però un regolatore deve comandare due valvole, ad esempio la prima nel campo 0-50% della propria uscita, e la seconda nel restante campo da 50 a 100%.

Questo tipo di comando è chiamato in split-range.

Il posizionatore della prima valvola sarà tarato per far fare tutta la corsa solo per il primo 50% di segnale di comando; il secondo posizionatore sarà tarato per far fare tutta la corsa alla propria valvola solo per il restante 50%.

## Coefficienti di flusso Cve Kv
Per esprimere la capacità in portata delle valvole di controllo vengono usati i coefficienti di flusso Cv e Kv.
- Coefficiente di flusso Cv: è espresso in unità imperiali ed è comunemente usato negli Stati Uniti. Viene definito come la portata in galloni al minuto di acqua a 60 °F che attraversa la valvola sottoposta ad una pressione differenziale di 1 lb/in2.
- Coefficiente di flusso Kv: è l'equivalente metrico del Cv. È basato sul sistema SI e viene usato in tutto il mondo al di fuori degli Stati Uniti. È definito come la portata in m3/h di acqua alla temperatura compresa tra 5 e 30 °C che attraversa la valvola sottoposta ad una pressione differenziale di 1 bar.

I due coefficienti suddetti possono essere convertiti tra loro nel seguente modo, che tiene conto delle differenti unità di misura:

Cv = 1,16 Kv

Kv = 0,853 Cv
I coefficienti di flusso si possono ricavare sperimentalmente in laboratorio. Si ottiene un grafico che mostra il valore di coefficiente in funzione delle diverse posizioni dell'otturatore.

Si ricava innanzitutto il coefficiente per valvola tutta aperta, che è indice della capacità di portata della valvola.

Dal profilo della curva del grafico si evidenzia inoltre la "caratteristica di regolazione", che può essere ad esempio lineare o equipercentuale:
- valvola con caratteristica lineare (il grafico rappresenta una retta): si ha la stessa variazione percentuale tra coefficiente di flusso e posizione dell'otturatore.
- valvola con caratteristica equipercentuale (il grafico rappresenta una funzione logaritmica): ad uguali variazioni in valore assoluto della corsa corrisponde sempre la stessa variazione percentuale del coefficiente di flusso sul valore precedente.

## Scelta della tipologia costruttiva

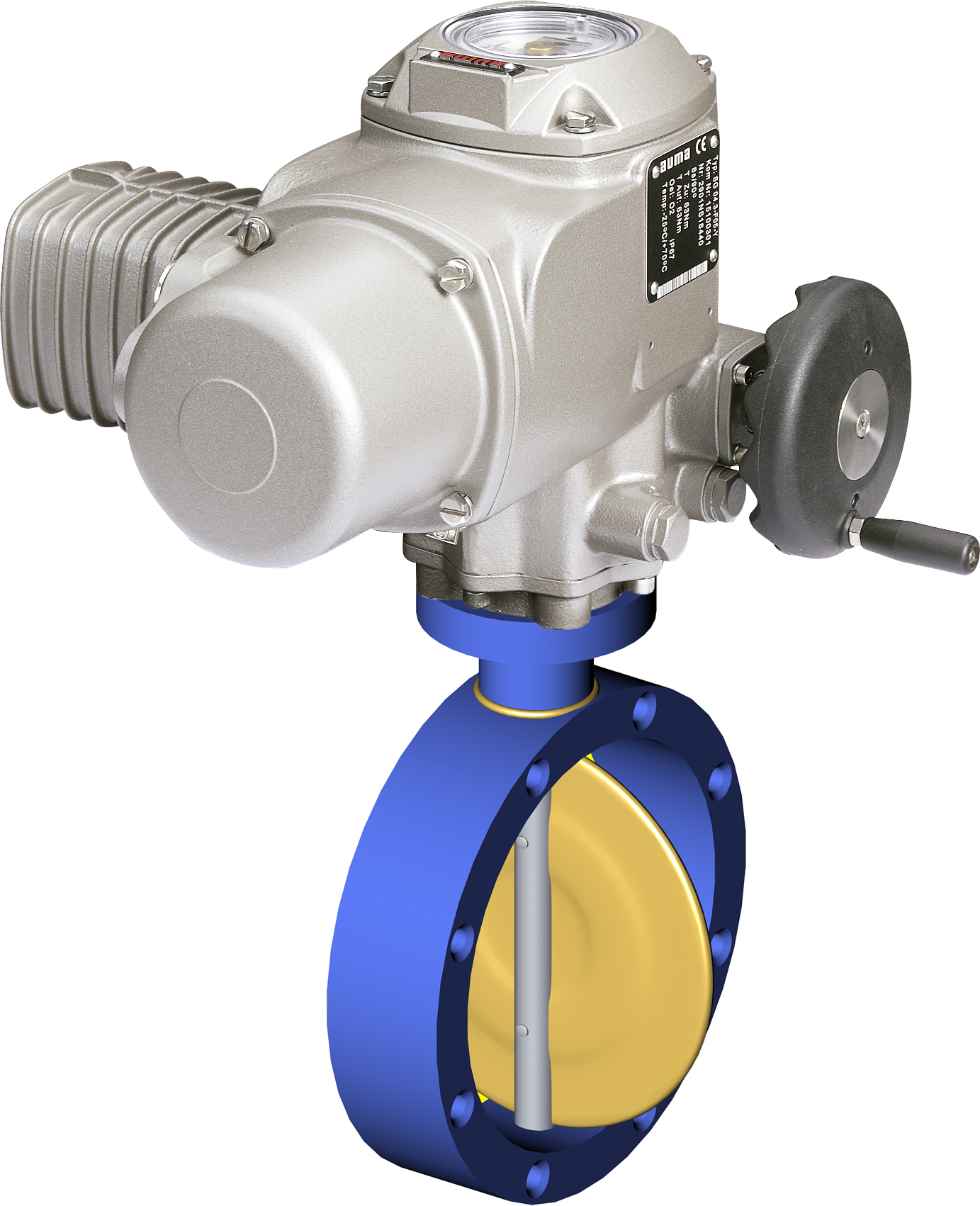
Valvola a farfalla con attuatore.

La valvola deve essere adatta al processo. Il suo dimensionamento è determinato dalle più gravose condizioni che in esercizio possono raggiungere pressione, temperatura e portata.

Per liquidi con solidi in sospensione la valvola a globo standard potrebbe ostruirsi a causa della relativa tortuosità nei passaggi interni. In questi casi si preferisce usare  valvole a farfalla o quelle con otturatore eccentrico. Queste ultime infatti, a valvola tutta aperta, lasciano praticamente libera l'intera sezione di passaggio.

Il materiale costruttivo della valvola è determinato dalla compatibilità col fluido di processo, badando soprattutto all'aggressività chimica e fisica.

### Caratteristiche di regolazione
La valvola ideale dovrebbe avere una caratteristica di regolazione lineare, e di ciò si tiene conto scegliendo il giusto profilo dell'otturatore in funzione del tipo di processo.

Se ad esempio la pressione differenziale sulla valvola è costante alle diverse apertura di valvola, si tende a scegliere una valvola con caratteristica di regolazione lineare.

Può accadere invece spesso che la differenza di pressione esistente sul corpo valvola non sia costante, ma vari al variare dell'apertura della valvola stessa. Quando la valvola è chiusa ci sarà la massima pressione differenziale. Man mano che la valvola apre, tale differenza di pressione si riduce fino a diventare minima per valvola tutta aperta.

In questo caso si sceglierà una valvola con caratteristica di regolazione equipercentuale. Il profilo dell'otturatore è tale che, ad esempio, al 50% di corsa si libera una sezione di passaggio più grande di quella di una valvola lineare, proprio per incrementare la portata che altrimenti sarebbe ridotta per effetto dell'abbassamento della pressione differenziale.